# Ivanhoe North
Ivanhoe North è un comune (city) degli Stati Uniti d'America della contea di Tyler nello Stato del Texas. La popolazione era di 538 abitanti al censimento del 2010. La città è stata incorporata nel 2009 con la vicina Ivanhoe.

## Geografia fisica
Secondo l'Ufficio del censimento statunitense, la città ha una superficie totale di 4,64 km², dei quali 4,23 km² di territorio e 0,41 km² di acque interne (8,77% del totale).

## Società

### Evoluzione demografica
Secondo il censimento del 2010, la popolazione era di 538 abitanti.

### Etnie e minoranze straniere
Secondo il censimento del 2010, la composizione etnica della città era formata dal 93,87% di bianchi, il 2,23% di afroamericani, lo 0,74% di nativi americani, lo 0,19% di asiatici, lo 0% di oceanici, l'1,67% di altre razze, e l'1,3% di due o più etnie. Ispanici o latinos di qualunque razza erano l'8,55% della popolazione.